# Guy Standing
Guy Standing FAcSS (født 9. februar 1948) er en britisk arbejdsmarkedsøkonom. Han er professor i udviklingsstudier ved School of Oriental and African Studies, University of London, og medstifter af Basic Income Earth Network (BIEN). Standing har skrevet meget om arbejdsmarkedsøkonomi, arbejdsmarkedspolitik, arbejdsløshed, arbejdsmarkedsfleksibilitet, strukturtilpasningspolitikker og social beskyttelse.
Han skabte begrebet prekariat for at beskrive en ny klasse af arbejdere, der lider under lave lønninger og ringe jobsikkerhed som følge af globaliseringen. Siden udgivelsen i 2011 af hans bog The Precariat: The New Dangerous Class, har hans arbejde fokuseret på prekariatet, betingelsesløs basisindkomst, deliberativt demokrati og fællederne.

## Liv og karrierer
Standing blev født den 9. februar 1948. Han fik sin bachelorgrad i økonomi fra University of Sussex i 1971. Efter at have taget en master i arbejdsmarkedsøkonomi og industrielle relationer ved University of Illinois, fik han sin doktorgrad i økonomi fra University of Cambridge i 1977.
Fra 1975 til 2006 arbejdede Standing i Den Internationale Arbejdsorganisation, sidst som direktør for ILO's program for socioøkonomisk sikkerhed. Programmet var ansvarligt for en stor rapport om socioøkonomisk sikkerhed på verdensplan og for oprettelsen af Decent Work Index.